# یوشیکی مادا
یوشیکی مادا (انگلیسی: Yoshiki Maeda؛ زادهٔ ۲۹ اوت ۱۹۷۵) بازیکن فوتبال اهل ژاپن است.
از باشگاه‌هایی که در آن بازی کرده‌است می‌توان به باشگاه فوتبال ساگان توسو اشاره کرد.